# Чемпионат Болгарии по тяжёлой атлетике 1956
Чемпионат Болгарии по тяжёлой атлетике 1956 года прошёл с 1 по 2 сентября в Асеновграде. Атлеты были разделены на 7 весовых категорий и соревновались в троеборье (жим, рывок и толчок).

## Медалисты
| Категория   | Золото                      | Золото   | Серебро                        | Серебро  | Бронза                            | Бронза   |
| До 56 кг    |                             |          | Иван Трингов «Локомотив» София | 257,5 кг | Васил Петков «Септември»          | 245 кг   |
| До 60 кг    | Стоян Петков «Урожай»       | 300 кг   | Кирил Янков «Академик» София   | 270 кг   | Андон Субашев «Академик» София    | 247,5 кг |
| До 67,5 кг  | Иван Абаджиев «Урожай»      | 347,5 кг | Методи Бойчев «Академик» София | 302,5 кг | Александр Крыстев «Урожай»        | 292,5 кг |
| До 75 кг    | Иван Дилов «Академик» София | 355 кг   | Михаил Абаджиев «Септември»    | 320 кг   | Костадин Каосев «Локомотив» София | 302,5 кг |
| До 82,5 кг  | Владимир Савов «Урожай»     | 350 кг   | Атанас Курдов «Урожай»         | 325 кг   | Ангел Узунов ЦСКА                 | 315 кг   |
| До 90 кг    | Иван Веселинов «Урожай»     | 410 кг   | Стойчо Стойчев «Урожай»        | 347,5 кг | Александр Бачийский ЦСКА          | 307,5 кг |
| Свыше 90 кг | Георгий Атанасов «Урожай»   | 395 кг   | Васил Маринкин «Урожай»        | 375 кг   | Илия Николов «Академик» София     | 302,5 кг |